# 6306 Nishimura
6306 Nishimura (1989 UL3) là một tiểu hành tinh vành đai chính được phát hiện ngày 30 tháng 10 năm 1989 bởi A. Sugie ở Đài thiên văn Dynic.